# 井川哲也
井川 哲也（いがわ てつや、1966年9月8日 - ）は、日本の俳優、声優。東京都出身。劇団青年座映画放送所属。身長173cm。体重64kg。血液型はA型。

## 出演

### 映画
- わが心の銀河鉄道 宮沢賢治物語（1996年）
- 虹をつかむ男 南国奮斗篇（1997年）
- 浅田清掃社（1999年）
- 陽はまた昇る（2002年） - 吉本順二 役
- 群青の夜の羽毛布（2002年）
- 釣りバカ日誌14 お遍路大パニック!（2003年） - 釣り客 役
- 釣りバカ日誌15 ハマちゃんに明日はない!?（2004年）
- ローレライ（2005年）
- 戦国自衛隊1549（2005年） - 高梨二尉 役
- 釣りバカ日誌16 浜崎は今日もダメだった♪♪（2005年）
- 容疑者 室井慎次（2005年）
- さくらん（2007年） - 客 役
- 陸に上った軍艦（2007年） - 川本甲板士官 役
- マリと子犬の物語（2007年）
- 相棒 -劇場版III- 巨大密室! 特命係 絶海の孤島へ（2014年）
- 夜明けを信じて。（2020年10月） - 福山副支店長 役

### テレビドラマ
- NHK大河ドラマ
  - 葵 徳川三代（2000年） - 中院通村 役
  - 義経（2005年）
  - 風林火山（2007年） - 玄広恵探 役
  - 龍馬伝（2010年）
  - 平清盛（2012年）
  - おんな城主 直虎（2017年） - 中村屋の手代 役
- 悪女たちのメス - 青山署刑事 役
- アナザーフェイス〜刑事総務課・大友鉄〜2
- アンフェア
- 医局派遣医・藪仁平
- 池中玄太83キロ さよならスペシャル
- いじわるばあさん（市原悦子版）3
- ウルトラマンマックス 第23話「甦れ青春」（2005年） - ベース・ポセイドン隊員 役
- 黄金の豚-会計検査庁 特別調査課- - 本間哲也課長補 役
- がんばらないII
- 鬼太郎が見た玉砕 〜水木しげるの戦争〜
- 救急救命士・牧田さおり8
- 京都警備士日誌
- 喰いタン2
- 蔵の宿
- 車イスで僕は空を飛ぶ
- 刑事クマさん
- けろりの道頓
- 検事・鬼島平八郎
- 検事霞夕子4
- 恋セヨ乙女
- 高校生レストラン
- 孤独のグルメ Season 4 第1話 （2014年7月9日、テレビ東京） - 50代の男性客 役
- さよならぼくたちのようちえん
- ジイジ〜孫といた夏1、2
- 次郎長背負い富士
- シングルマザーズ
- TEAM -警視庁特別犯罪捜査本部- - 西崎隆治 役
- ちゅらさん - 山浦昭一 役
- 角筈にて-鉄道員より
- ドクターX〜外科医・大門未知子〜
- ドクター小石の事件カルテ6
- 特命!刑事どん亀
- 農家の嫁は弁護士!神谷純子のふるさと事件簿2 - 安川誠 役
- 白虎隊〜敗れざる者たち
- 松本清張スペシャル・指
- 魔法戦隊マジレンジャー 第8話
- 緑のクリスマス
- ミニモニ。でブレーメンの音楽隊 第2部 - 巽 役
- 牟田刑事官事件ファイル31
- オルトロスの犬 第2話（2009年7月31日、TBS） - 医師 役
- 妖怪人間ベム - 鉈を振り回して暴れる農民 役
- 八日目の蝉
- 世直し公務員ザ・公証人4、6
- リバース〜警視庁捜査一課チームZ〜
- 旅行作家・茶屋次郎7
- 流転の王妃・最後の皇弟
- 警視庁ゼロ係（2018年） - 沢井啓介
- 相棒
  - season14 第1話「フランケンシュタインの告白」（2015年10月14日） - 長尾朗
  - season19  - 塚本刑事
    - 第3話「目利き」（2020年10月28日）
    - 第10話「超・新生」（2020年12月16日）
- 元彼の遺言状 第9話・第10話（2022年6月6日・第10話、フジテレビ）
- 王様に捧ぐ薬指 第8話（2023年6月6日、TBS） - 神山絢斗の父
- シッコウ!!〜犬と私と執行官〜 第4話（2023年8月1日、テレビ朝日） - 野尻
- ACMA:GAME 第4話（2024年4月28日、日本テレビ）[4]

### 舞台
- ピエロ（1991年）
- ミュージカル きかんしゃトーマスとなかまたち（2005年）

### CM
- 競輪

### テレビアニメ
2009年
- DARKER THAN BLACK -流星の双子-（マンションの管理人）

### ドラマCD
2010年
- ロマンスの黙秘権（片平教授）